# Carl Ludwig Deffner
Carl Ludwig Deffner (8. února 1817 Esslingen - 11. června 1877 Esslingen) byl německý podnikatel, politik, geolog a mineralog.

## Životopis
Byl syn podnikatele a politika Carla Deffnera. Po studiu v Esslingenu přešel na polytechnickou školu ve Stuttgartu (1832-1836) a pak byl na praxi u svého otce. Od roku 1837 do roku 1839 studoval na Polytechnickém institutu v Berlíně přírodní vědy.
Poté, co cestoval po Švédsku, Norsku, Anglii a Francii byl aktivní ve firmě svého otce. Po otcově smrti převzal v roce 1846 společnost C. Deffner. Stále více a více převáděl firmu na mladšího bratra Wilhelma Deffnera (1829-1897). Sám se věnoval geologii a mineralogii. Mimo jiné zkoumal Rieský kráter. Hojně publikoval a přednášel a v roce 1876 byl zvolen členem Německé akademie věd Leopoldina.
V letech 1856 a 1870 byl členem druhé komory Württemberského senátu. Od roku 1868 do 1870 byl delegát volebního obvodu Württemberska 6 (Esslingen, Nürtingen, Schorndorf, Welzheim) u Zollparlamentu. Tam zastupoval velkoněmecké stanovisko.